# چیهیرو یاماگوچی
چیهیرو یاماگوچی (انگلیسی: Chihiro Yamaguchi؛ زادهٔ ۱۰ ژوئن ۱۹۹۶) بازیکن فوتبال اهل ژاپن است.